# 알리신
알리신(Allicin)의 다양한 반응중에는 항균 및 살균작용을 통해 유해균 증식을 억제하는 것으로 알려져있다. 알리신은 세균의 단백질을 분해하는 성질을 가지고 있다고한다. 알리신이 물질대사에서 분해될 때 설펜산이라는 성분이 생성된다.

## 성분
알리인 상태로 존재하다가 세포가 죽거나 파괴되면서 공존하는 효소 알리네이즈에 의해 분해되어 항균성 물질인 알리신으로 되는 것으로 알려져있다. 항균물질인 페니실린보다 그 효과가 강하다.

## 같이 보기
- S-알리시스테인
- 항산화작용
- 마늘